# Who's to Bless and Who's to Blame
Who's to Bless and Who's to Blame è un album di Kris Kristofferson, pubblicato dalla Monument Records nel novembre del 1975.

## Tracce
Brani composti da Kris Kristofferson, eccetto dove indicato
Lato A
1. The Year 2000 Minus 25 – 3:31
2. If It's All the Same to You – 3:13
3. Easy, Come On – 3:35
4. Stallion – 4:14
5. Rocket to Stardom – 3:32 (Kris Kristofferson, Roger McGuinn, Bob Neuwirth)

Durata totale: 18:05
Lato B
1. Stranger – 3:08
2. Who's to Bless and Who's to Blame – 3:33
3. Don't Cuss the Fiddle – 3:22
4. Silver (The Hunger) – 8:13

Durata totale: 18:16

## Musicisti
- Kris Kristofferson - voce, chitarra a dodici corde, chitarra a sei corde
- Jerry McGee - chitarra elettrica, chitarra acustica, dobro
- Fred Tackett - chitarra acustica, mandolino
- Mike Utley - tastiere, sintetizzatore moog
- Lee Sklar - basso
- Sammy Creason - batteria
- Bobbye Hall - percussioni, congas
- Nick De Caro - accordion
- Clydie King - accompagnamento vocale, coro
- Venetta Fields - accompagnamento vocale, coro
- Rita Coolidge - accompagnamento vocale, coro
- Billy Swan - accompagnamento vocale, coro
- Terry Paul - accompagnamento vocale, coro
- Herb Pedersen - accompagnamento vocale, coro
- Mentor Williams - accompagnamento vocale, coro
- Billy Terry - accompagnamento vocale, coro (brano: Rocket to Stardom)
- Herb - accompagnamento vocale, coro (brano: Rocket to Stardom)
- Donnie Fritts - accompagnamento vocale, coro (brano: Rocket to Stardom)
- Mike Utley - accompagnamento vocale, coro (brano: Rocket to Stardom)
- Warren Oates - accompagnamento vocale, coro (brano: Rocket to Stardom)

Note aggiuntive
- David Anderle - produttore, ingegnere al missaggio
- John Haeny - ingegnere del suono
- Kent Nebergall - ingegnere del suono
- Wayne Daily - ingegnere del suono